# Муртала Мохамед
Муртала Рамат Мохамед (енгл. Murtala Ramat Mohammed; Нигерија, 8. новембар 1938 — Лагос, 13. фебруар 1976) је био војно лице и четврти председник Нигерије.

## Биографија
Рођен је 1938. године, као припадник народа Хауса.
Био је велики противник окрутног војног режима на челу којег је био Џонсон Агији-Иронси, други председник Нигерије, током којег је на окрутан начин погубљено неколико високо позиционираних официра са севера. Огорчен диктатуром, Муртала је 29. јула 1966. године сакупио незадовољнике и кроз пуч (војни удар) на власт довео потпуковника Јакубу Говона.
Кад је извршен пуч 1966. године и Јакубу Говон дошао на власт, Муртала је размишљао да отцепи северну Нигерију, али је на крају одустао од те замисли. Нигеријски грађански рат одиграо се од 1967. до 1970. кад се Источна Нигерија отцепила, прогласивши се Републиком Бијафром. Мохамед се исказао у задњим фазама рата.
Незадовољни Говоновом владавином, на исти датум 1975. године, млађи официри довели су на власт 38-годишњег бригадира, касније и генерала, Мурталу Мохамеда. Мохамед, као изузетно способан и умерен политичар, прихватио је власт коју су му поверили. По доласку на власт, постао је веома популаран међу народом и сматран националним јунаком.
Из бирократског апарата искључио је 10 000 људи, а разлози су били здравље, доб, неспособност, или лош рад. Такође је и демобилисао 100 000 војника из оптерећеног војног система.
Смирио је инфлацију која је све више расла. Нигерија је под његовом влашћу била неутрална, али не и несврстана земља. Ситуација се променила кад је у Анголи избио грађански рат. Подупрли су Источни блок. На власти није провео нити годину дана, али је његове реформе наставио његов шеф уреда Олусегун Обасанџо.
Муртала је убијен 13. фебруара 1976, кад је у Лагосу његов ауто изрешетан мецима у покушају војног удара.

## Наслеђе
Данас се његов лик налази на нигеријској новчаници од 20 најра. Његово име носи међународни аеродром у Лагосу.